# Magic Keyboard
Le Magic Keyboard est le clavier d'ordinateur actuellement produit par Apple. Il est sorti parallèlement à la Magic Mouse 2 et au Magic Trackpad 2 en octobre 2015. C'est le successeur de l'Apple Wireless Keyboard. Une version avec une disposition étendue appelée Magic Keyboard avec pavé numérique est sortie en juin 2017. Une version redesignée avec des bords arrondis et en option Touch ID et un pavé numérique a été annoncée en avril 2021, fournie avec les iMac M1.

## Fonctionnalités
Le Magic Keyboard est similaire à son prédécesseur, mais avec un profil plus bas. Apple a repensé le mécanisme à ciseaux afin d'augmenter la stabilité de 33% et de réduire la course des touches.
Il possède une batterie en lithium-ion non remplaçable qui se recharge à l'aide d'un port Lightning à l'arrière du clavier. La batterie tient environ 1 mois entre deux recharges. Il utilise un processeur ST Microelectronics STM32F103VB 72 MHz 32-bit RISC ARM Cortex-M3 et inclut la solution en une puce Broadcom BCM20733 Enhanced Data Rate Bluetooth 3.0.
Il est compatible avec les Macs exécutant OS X El Capitan et ultérieur, les iPhones ou iPads exécutant iOS 9 et ultérieur, et les Apple TV exécutant Apple TV Software 7.0 ou tvOS 10 et ultérieur.
Apple fait également référence au clavier interne des MacBooks sortis après novembre 2019 comme le Magic Keyboard, qui utilisent un mécanisme ciseaux identique avec des touches un peu plus profondes.

### Mises à jour de 2017
Le 5 juin 2017, le Magic Keyboard reçoit une mise à jour visuelle mineure avec de nouveaux symboles sur les touches Control et Options. Apple a également sorti une version additionnelle appelée Magic Keyboard with Numeric Keypad pour remplacer le clavier filaire Apple Keyboard qui a été discontinué ce jour. Il est plus long, a une disposition étendue avec un pavé numérique et un arrangement des touches de direction différent. Un modèle gris sidéral du Magic Keyboard with Numeric Keypad avec des touches noires a été fourni avec les iMac Pro puis a été rendu disponible à l'achat à l'unité. Une version avec une finition argentée et des touches noires a été fournie avec le Mac Pro de 2019.

### Mises à jour de 2021
Apple a annoncé trois nouveaux Magic Keyboard mis à jour pendant l'annonce des iMac M1 le 20 avril 2021 : une version standard, une version avec un capteur Touch ID, et une version avec une disposition étendue et un pavé numérique ainsi que Touch ID. Les nouveaux modèles ont des bords plus arrondis ainsi qu'une adaptation de la couleur de l'aluminium à celle de l'iMac qui leur est attribué. Les Magic Keyboards avec Touch ID sont compatibles avec les autres Macs Apple Silicon mais sont uniquement vendus avec l'iMac.

## Version iPad
En mars 2020, Apple a annoncé un Magic Keyboard avec trackpad intégré pour les iPad Pros de 2018 et plus avec support des trackpads, qui se connecte à l'aide du Smart Connector. Il est également compatible avec l'iPad Air 4 sortis plus tard cette année.